# Василий (Росляков)
Иеромона́х Васили́й (в миру И́горь Ива́нович Росляко́в; 23 декабря 1960, Москва — 18 апреля 1993, Оптина пустынь, Калужская область) — иеромонах Русской православной церкви, поэт, один из трёх монахов, убитых в Оптиной пустыни в пасхальное утро 1993 года (двое других — иноки Ферапонт и Трофим).

## Биография
Отец, Иван Фёдорович Росляков — военный. В годы Великой Отечественной войны сражался на Северном флоте, после окончания войны служил в правоохранительных органах. Мать, Анна Михайловна, работала ткачихой на московской фабрике «Красная Роза». Семья жила в Кузьминках, на улице Юных Ленинцев.
Вскоре после рождения Игорь был крещён со своим именем (Игорь) — в честь благоверного Великого князя Игоря Черниговского.
Окончил факультет журналистики МГУ имени М. В. Ломоносова. Серьёзно занимался водным поло. Выступал за университетскую команду по водному поло, в то время одну из сильнейших в СССР. В его активе — звание лучшего игрока чемпионата Европы среди юношеских команд.
В ноябре 1987 года бывшая в советское время музеем Оптина пустынь была передана Русской православной церкви. Началось восстановление обители, а 3 июня 1988 года в ней прошло первое богослужение. Узнав о возрождении пустыни, Игорь решил её посетить и приехал в обитель — послушником, вскоре после состоявшегося 6 июня 1988 года прославления преподобного оптинского старца иеросхимонаха Амвросия (Гренкова). Пробыв малое время в обители, Игорь почувствовал желание остаться в ней. Он вернулся домой, чтобы рассчитаться с мирскими делами, и 17 октября 1988 года вновь приехал в обитель — на этот раз навсегда. Так случилось, что в этот приезд его поселили в келии самого́ старца Амвросия.
В монастыре Игорь выполнял различные послушания — разгружал кирпичи, убирал мусор, трудился в иконной лавке, читал в храме Псалтирь, дежурил у монастырских ворот. 29 апреля 1989 года, в Страстную субботу, был принят в братию. Так писал он в это время в своём дневнике: «Милость Божия даётся даром, но мы должны принести Господу всё, что имеем».
Выполняя послушания, безропотно переносил замечания и упрёки, быв сосредоточен на покаянном размышлении и воспоминании о страданиях Христовых. Писал, что «взять крест и пойти за Христом означает готовность принять смерть за Него и пострадать, а кто имеет желание умереть за Христа, тот едва ли огорчится, видя труды и скорби, поношения и оскорбления».
Однажды в монастырь приехала его мать Анна Михайловна. Она долго просила его оставить монастырь, но Игорь был твёрд в намерении остаться в обители.
5 января 1990 года Игорь Росляков был пострижен в иночество с именем Василий в честь святителя Василия Великого. Поселился в монастырском доме. Постель изготовил из двух досок, положенных на раскладушку и покрытых поверху войлоком, подушку — из двух кирпичей склепа с мощами преподобного оптинского старца Иосифа. Основное имущество, бывшее в этой келии, — большое количество святоотеческих книг, читаемых им иногда по нескольку одновременно. Отличался смиренномудрием, неосуждением, стремлением к уединению и келейной молитве, был строгим постником. Так, Великим постом принимал пищу лишь один раз в день — овощи или кислые ягоды с небольшим количеством хлеба.
8 апреля 1990 года инок Василий был рукоположён во иеродиаконы, и 9 мая, на Преполовение Пятидесятницы, впервые произнёс проповедь. Многие отметили её глубину, и впоследствии, как одному из лучших проповедников, отцу Василию поручали читать проповеди на праздники. В проповедях стремился раскрывать причины греха, избегая обличений.
23 августа 1990 года был постри́жен в мантию в честь московского Христа ради юродивого Василия Блаженного. Обязанности священника, связанные с необходимостью часто общаться с прихожанами, не полностью согласовывались со стремлением к уединению, но отец Василий воспринял рукоположение как послушание, стремясь нести свой пастырский долг с сострадательностью и заботливым вниманием к своим духовным чадам, коих у него было немного.
21 ноября 1990 года, на Собор Архистратига Михаила и прочих Небесных сил бесплотных, был рукоположён во иеромонахи. Постепенно расставаясь со своими мирскими привычками, вскоре после рукоположения прекратил писать стихи. Вместо этого начал писать стихи́ры. Так, составил несколько стихир об Оптиной пустыни, работал над составлением службы преподобным оптинским старцам, которую не успел закончить. Проходил послушание канонарха, пропевал стихиры. Вёл катехизаторские беседы в тюрьме города Сухиничи, беседы с баптистами в тюрьме города Ерцево, воскресную школу в городе Сосенском и школу для паломников в Оптиной пустыни.
Великий пост 1993 года отец Василий проходил с особенной строгостью. На Страстной седмице совсем не вкушал пищи. Братия отмечала в то время его слабость и бледность. В Великую субботу весь день исповедовал, а вечером ему вдруг стало плохо из-за сильного переутомления. Перед пасхальной литургией совершал проскомидию, в конце литургии — канонарил.

#### Мученическая кончина
В пасхальное утро 18 апреля 1993 года отправился по послушанию в скит — исповедовать причащающихся на средней скитской литургии. По пути услышал колокольный звон — звонили иноки Ферапонт и Трофим. Звон вдруг неожиданно оборвался. Отец Василий направился к звоннице. Навстречу ему шёл незнакомый человек, который, поравнявшись, нанёс ему удар длинным кинжалом. Около часа отец Василий ещё был жив, но рана была смертельной — кинжал пронзил почку, лёгкое и повредил сердечную артерию, и до конца литургии отец Василий скончался. Как было вскоре обнаружено, на звоннице таким же образом были убиты иноки Ферапонт и Трофим. Следствием было установлено, что отец Василий встретился лицом к лицу с убийцей и меж ними был короткий разговор, после которого отец Василий повернулся к убийце спиной.
Патриарх Алексий II в тот день направил в Оптину пустынь телеграмму:
Христос воскресе! Разделяю с Вами и с братией обители Пасхальную радость! Вместе с вами разделяю и скорбь по поводу трагической гибели трёх насельников Оптиной Пустыни. Молюсь об упокоении их душ. Верю, что Господь, призвавший их в первый день Святаго Христова Воскресения через мученическую кончину, сделает их участниками вечной Пасхи в невечернем дни Царствия Своего.
Душой с Вами и с братией. Патриарх Алексий II, 18 апреля 1993 года.
Последняя запись в дневнике отца Василия:
Духом Святы́м мы познаём Бога. Это новый, неведомый нам о́рган, данный нам Господом для познания Его любви и Его благости. Это какое-то новое око, новое ухо для ви́дения невиданного и для услы́шания неслы́ханного. Это как если бы тебе дали крылья и сказали: а теперь ты можешь летать по всей вселенной. Дух Святы́й — это крылья души.

## Сочинения
- Иеромонах Василий. «Я создан Божественным Словом». — М.: Изд-во Сретенского монастыря, 2002.
- Канон покаянный ко Господу Иисусу Христу (творение иеромонаха Василия (Рослякова)), одобрен для употребления в домашней молитве на заседании Священного синода Русской православной церкви 23—24 сентября 2021 года[1].
- Стихотворения иеромонаха Василия Рослякова.
- Выписки из дневника.
- В Боге нет смерти. Иеромонах Василий (Росляков). Интервью, покаянный канон, песни на его стихи (недоступная ссылка). Формат записи — MP3. Издатель: Свято-Введенский монастырь Оптина пустынь.